# Victoria Atkins

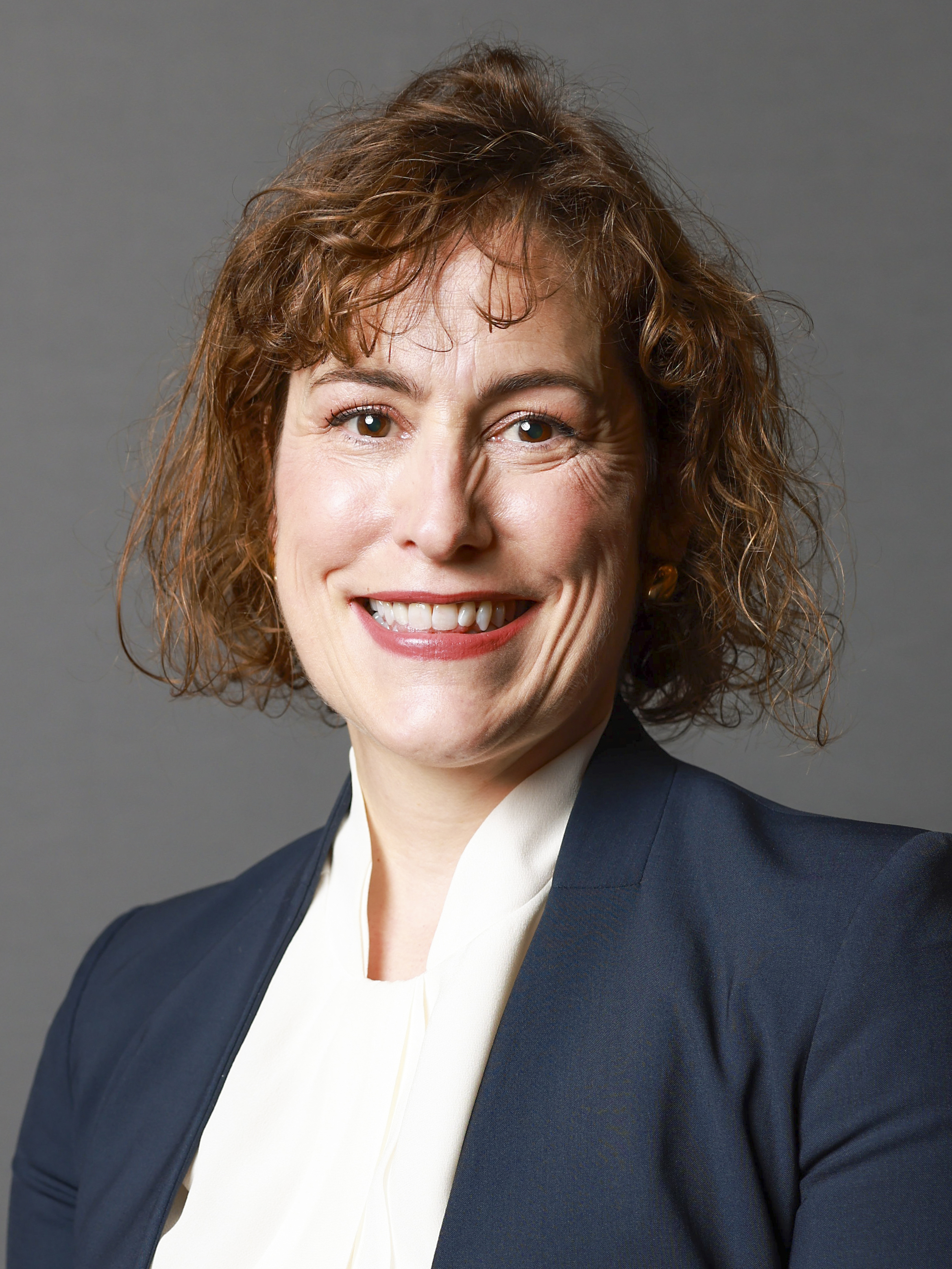
Victoria Atkins (2023)

Victoria Mary Atkins (Londen, 22 maart 1976) is een Brits politica voor de Conservative Party. Zij is sinds 2015 lid van het Lagerhuis voor het kiesdistrict Louth en Horncastle in Lincolnshire. Ze bekleedde verschillende regeringsfuncties onder de premiers Theresa May, Boris Johnson en Rishi Sunak. Van november 2023 tot juli 2024 was ze minister van Volksgezondheid en Sociale Zorg in het kabinet-Sunak. In het schaduwkabinet van Kemi Badenoch heeft ze sinds november 2024 de portefeuille milieu.  

## Biografie
Atkins is de dochter van Robert Atkins, een voormalig Conservatief Lagerhuislid en lid van het Europees Parlement, en zijn vrouw Dulcie Atkins, een conservatief gemeenteraadslid en burgemeester. Zij studeerde rechten aan Corpus Christi College, Cambridge. Zij werd in 1998 toegelaten tot de balie, en werkte als advocaat vooral op het gebied van fraude.

## Politieke loopbaan
Atkins deed vanaf 2010 een aantal pogingen om zich voor de Conservative Party kandidaat te mogen stellen bij Lagerhuisverkiezingen. In juli 2014 werd ze geaccepteerd als kandidaat in het district Louth en Horncastle, en werd bij de Lagerhuisverkiezingen van 2015 gekozen. Zij werd lid van de vaste commissie voor Binnenlandse Zaken (Home Affairs Select Committee). Bij de verkiezingen van 2017 werd ze herkozen.
Ze werd in november 2017 door premier Theresa May benoemd tot Parliamentary Under-Secretary of State (onder-staatssecretaris) op het ministerie van Binnenlandse Zaken in het Kabinet-May I. Na de vorming van het eerste kabinet van Boris Johnson in juli 2019 behield ze deze post. Bij de Lagerhuisverkiezingen van 2019 werd Atkins herkozen voor Louth en Horncastle.
Op 16 september 2021 werd ze benoemd tot staatssecretaris voor Gevangenissen en Reclassering  in het Kabinet-Johnson II en kreeg ook de portefeuille Afghaanse herhuisvesting. Op 6 juli 2022 nam Atkins ontslag vanwege haar zorgen over het leiderschap van premier Boris Johnson.
Bij de leiderschapsverkiezing na het aftreden van Johnson steunde Atkins de kandidatuur van Rishi Sunak. Zij werd door Liz Truss, de uiteindelijke winnaar, niet in haar kabinet benoemd. Toen Sunak na het korte premierschap van Truss in oktober 2022 alsnog een regering vormde, benoemde hij Atkins tot staatssecretaris bij het ministerie van Financiën (Financial Secretary to the Treasury). Bij de kabinetswijziging van november 2023 werd ze minister van Volksgezondheid en Sociale Zaken, en daarmee lid van het kabinet. Ook werd ze lid van de Privy Council.
Bij de voor de Conservatieven slecht verlopen Lagerhuisverkiezingen van 4 juli 2024 werd ze herkozen. In het schaduwkabinet van Sunaks opvolger Kemi Badenoch heeft ze sinds november 2024 de portefeuille milieu.

## Standpunten
Atkins was in de aanloop naar het referendum over het Britse lidmaatschap van de EU in 2016 tegen een Brexit. Zij wordt gezien als een gematigde conservatief uit het centrum van de partij. Zij heeft een reputatie als een competent bestuurder die ook met andere partijen kan samenwerken.

## Externe bronnen
- Website Victoria Atkins

- Profiel Victoria Atkins op Parliament.uk